# 小鹿神社 (埼玉県小鹿野町小鹿野)
小鹿神社（おしかじんじゃ）は、埼玉県秩父郡小鹿野町の神社。

## 前史
日本武尊の東征の際、日本武尊の軍勢は道に迷ってしまった。すると神鹿が現れ、道案内をした後、力尽きて斃れてしまった。日本武尊はこの神鹿を塚に葬り、その塚の上に祠を建てた。これが小鹿神社の起源である。この塚は考古学上は「小鹿塚古墳」と呼ばれている。やがて、この辺一帯は「小鹿野」と呼ばれるようになった。

## 歴史
1652年（慶安5年）、小鹿野の町が開かれた際に、小鹿塚の上にあった神社から分霊を勧請して町の入り口に神社を創建した。なお、元の小鹿塚にあった神社は近くの諏訪神社に移転し、小鹿神社となっている。
1910年（明治43年）の集中豪雨で境内が陥没してしまった。折からの政府による神社合祀政策もあり、近くの諏訪神社に移転した。なお、氏子たちの要望もあり旧本殿は境外社として残されている。

## バイク神社
小鹿野町はオートバイのライダーが多く訪れることから、「オートバイによるまちおこし事業」を行っている。
当社も「バイク神社」としてライダーの参詣に力を入れており、オートバイのお祓いなどを実施したり、バイク用のお守りを配布している。

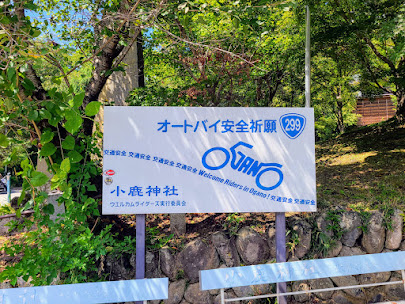
バイク安全祈願看板

## 文化財
- 小鹿野祭屋台（埼玉県指定有形民俗文化財 昭和51年3月30日指定）[4]
- 春日町屋台（埼玉県指定有形民俗文化財 昭和51年3月30日指定）[4]
- 上町屋台（埼玉県指定有形民俗文化財 昭和51年3月30日指定）[4]
- 新原笠鉾（埼玉県指定有形民俗文化財 平成11年3月19日指定）[4]
- 腰之根笠鉾（埼玉県指定有形民俗文化財 平成11年3月19日指定）[4]
- 小鹿神社旧本殿（小鹿野町指定有形文化財 昭和45年12月13日指定）[5]

## 交通アクセス
- 秩父蒔田ICより車11分。